# BOTASHE
«BOTASHE» — український гурт, що створює музику в жанрах хіп-хоп/реп. Заснований у 2021 році Білим Бо (Богдан Слодиницький), Тасею (Тарас Дідух) і Шершнем (Олег Козачук).

## Історія
Гурт був заснований восени 2021 року. У грудні цього ж року музиканти презентували дебютну роботу «На повторі». Обиравши назву гурту, учасники зупинились на варіанті, що складається з частин їх псевдонімів. (Білий БО, ТАся, ШЕршень)
7 березня 2022 року відбувся реліз пісні «ПНХ». Це перший трек, який музиканти презентували після початку повномасштабного вторгнення. Сингл став своєрідним мемом, який підкреслював незламність духу та гумор українців навіть у важкі часи. Трек також активно використовувався під час протестів у Грузії та став першим релізом, що набрав мільйон прослуховувань.
У листопаді 2022 року у Львові, в клубі Fest Republic, відбувся перший сольний концерт гурту, котрий відвідали понад 400 людей. Усі виручені гроші музиканти передали на підтримку ЗСУ. У 2023 гурт виступив на благодійному фестивалі BRAVEUA FEST. Захід тривав майже чотири години, виступили понад 30 артистів, а в залі були понад 2 500 глядачів. Цього ж року учасники гурту організували благодійний фестиваль Lemberg Music Festival разом з львівським лейблом Клекіт. Це перший фестиваль, який відбувся у Львові, де велика кількість реп-артистів об'єдналися з благодійною метою. Під час заходу зібрали 306 000 грн. Гроші передали на потреби воїнів спецпідрозділу Тимура ГУР МО України. 

Дебютний альбом «Лінза» музиканти презентували у березні 2024. Гурт пішов на експеримент, записавши альбом усього за два місяці. Він складається з семи треків, включаючи колаборацію з репером ХАСом. Також музиканти знялись у спільному кліпі.
Це така своєрідна метафора, бо лінза чи збільшувальне скло допомагає розгледіти деталі, які не побачиш неозброєним оком. На нашу думку, альбом є лінзою, що дозволить краще розгледіти наші думки, творчість, нас як митців, музикантів, - розповів Шершень в ефірі Радіо Промінь.

## Творче життя учасників до створення гурту
Тася був учасником гурту «ALCO brothers». Це український хіп-хоп гурт зі Львова, заснований у 2009 реперами Domani, Gura і Tasya. Серед найвідоміших пісень: «Все бачать небеса», «Написала б» та інші. «ALCO brothers» брали участь у проєкті «СВІЖА КРОВ» на М1. У вересні 2021 музиканти знову зібрались і виступили разом у Львові.
Білий Бо почав займатись музикою в дитинстві, закінчив гуманітарну музичну школу з гри на гітарі. В 9 класі встановив на комп'ютер першу програму для написання музики (FL Studio 3.0). Створював клубні треки, біти та навіть саундтреки для гри. Богдан випускає сольні пісні, також пише композиції для інших музикантів.
Шершень окрім участі у гурті займається сольною творчістю. Репер брав участь в першому повністю україномовному офлайн реп-батлі «Король Заходу». Також був учасником 6-7 сезонів PIT BULL BATTLE, в 7-му сезоні переміг.
Білий Бо, Тася і Шершень є учасниками творчого об'єднання «Bratske kolo».

## Склад
- Білий Бо — саунд-продюсер, вокал, тексти;
- Тася — вокал, тексти;
- Шершень — вокал, тексти;

## Дискографія
Студійні альбоми
- Лінза

Сингли
- На повторі
- Протиріч
- ПНХ
- Соловейко
- Якби
- Шмаття
- Тенета
- Завмирай
- Світла
- Вирулим
- Океан
- Все буде Україна (із Максом ТТ)
- Біла футболка
- Птахи (із Тишею)
- Там де
- Лабіринт
- Метаморфози
- Скло
- Промені
- Тільки не мовчи
- Справжня

## Відеокліпи
| Рік  | Назва пісні               | Режисер                                | Посилання |
| ---- | ------------------------- | -------------------------------------- | --------- |
| 2021 | «На повторі»              | Віталій Слодиницький                   | YouTube   |
| 2022 | «Протиріч»                | Віталій Слодиницький                   | YouTube   |
| 2022 | «Якби»                    | Віталій Слодиницький                   | YouTube   |
| 2022 | «Шмаття»                  | Віталій Слодиницький                   | YouTube   |
| 2022 | «Тенета»                  | Віталій Слодиницький & VLADA MYLNIKOVA | YouTube   |
| 2022 | «Завмирай»                | Володимир Шурубура                     | YouTube   |
| 2022 | «Світла»                  | Віталій Слодиницький                   | YouTube   |
| 2023 | «Вирулим»                 | Віталій Слодиницький                   | Youtube   |
| 2023 | «Океан»                   | Віталій Слодиницький                   | YouTube   |
| 2023 | «Біла футболка»           | Віталій Слодиницький                   | YouTube   |
| 2023 | «Птахи»                   | Віталій Слодиницький                   | YouTube   |
| 2023 | «Там де»                  | Віталій Слодиницький                   | YouTube   |
| 2024 | «Думками» (BOTASHE & ХАС) | Віталій Слодиницький                   | YouTube   |
| 2024 | «Лабіринт»                | Віталій Слодиницький                   | YouTube   |
| 2024 | «Метаморфози»             | Віталій Слодиницький                   | YouTube   |
| 2024 | «Скло»                    | Віталій Слодиницький                   | YouTube   |
| 2025 | «Промені»                 | Віталій Слодиницький                   | YouTube   |
| 2025 | «Тільки не мовчи»         | Віталій Слодиницький                   | YouTube   |
| 2025 | «Справжня»                | Віталій Слодиницький                   | YouTube   |

## Музика BOTASHE на муз. платформах
- BOTASHE на Apple Music
- BOTASHE на YouTube Music
- BOTASHE на iTunes
- BOTASHE на Spotify
- BOTASHE на Shazam